# 水神橋 (伊那市)
水神橋（すいじんばし）は、長野県伊那市の天竜川に架かる橋。1953年（昭和28年）開通。

## 概要
- コンクリート製の3連アーチ橋。
- 幅員は狭いが、普通車同士のすれ違いは可能。